# ヘリコプター甲板

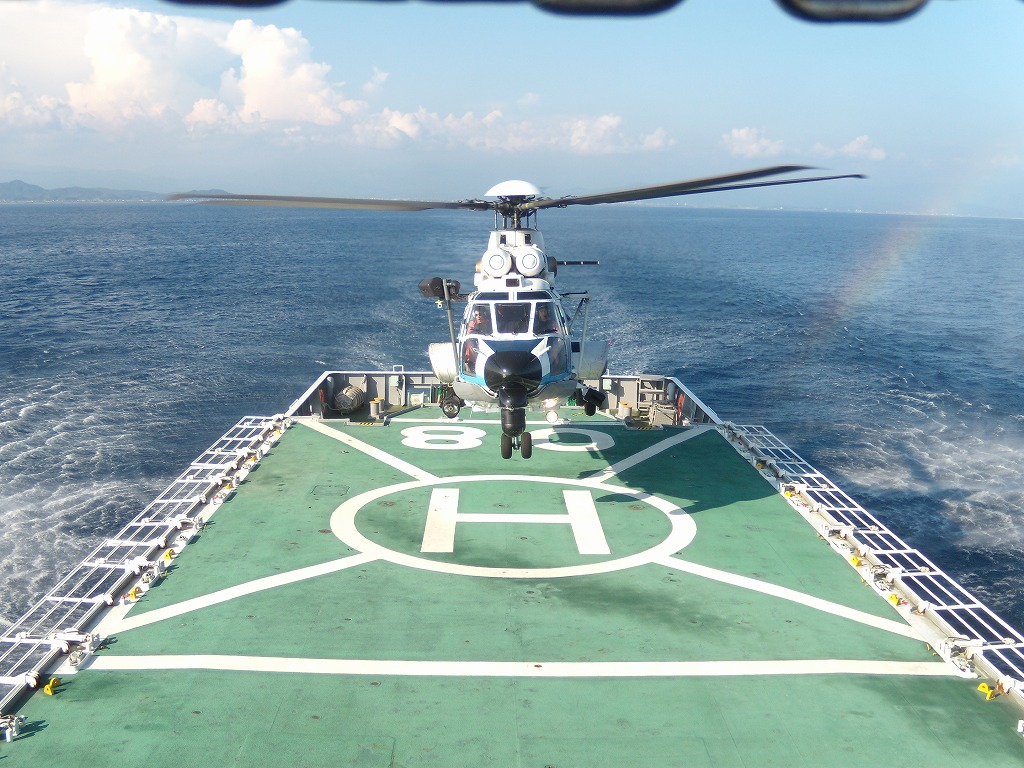
おじか型巡視船のヘリコプター甲板から発進するスーパーピューマ・ヘリコプター

ヘリコプター甲板（英語: Helicopter deck, Helideck）は、軍艦・船舶に設置されたヘリパッド。
国際海事機関（IMO）では、単に甲板だけでなく、消火設備などヘリコプターの安全な運航に必要な設備全体を包括するものと定義している。一方、アメリカ海軍や海上自衛隊では、航空母艦などと同様に、単に飛行甲板と称している。

## 配置と構造
軍用機としてのヘリコプターは、垂直に離着陸できることから、かなり狭い甲板面積でも取り扱えるという点を買われて、最初期から艦載機（艦載ヘリコプター）として活用されてきた。しかし手狭な艦上では、ヘリコプターが発着する程度の甲板のスペースを捻出するにも困難が伴い、例えばドイツ国防軍がフレットナー Fl 282を船団護衛に投入した際には、砲塔の上に設けたヘリパッドを使用した。
戦後、艦載ヘリコプターの有用性が認められて、駆逐艦やフリゲートにも搭載されるようになったが、当時のこの種の艦では運用条件も厳しく、依然として航空艤装への制約も厳しかった。例えば海上自衛隊のはつゆき型護衛艦の場合、波浪の打ち上げによるヘリコプターの破損を避けるために水面上6メートルの高さが求められ、また船体動揺による影響を局限するため船体中心線に近づけようとした結果、艦中部で、上甲板より1甲板高い位置に設定されることになった。また同時期の他国の艦でも、艦尾の艤装品との干渉を避けるためや、艦尾幅が狭いなどの理由から、やはり同様の配置とすることがあった。その後、水上戦闘艦の大型化が進むと、艦尾付近でも十分な甲板幅が取れるようになり、ヘリコプター甲板を艦尾に設けることが多くなった。
ヘリコプターを発着させるため、ヘリコプター甲板を含む航空艤装は艦の上部に配置されることになり、トップヘビーを避けるために重量の管理が重要となる。ヘリコプター甲板は、運用するヘリコプターの着艦強度に対応する必要があるが、重量軽減と両立するため、全体が同一強度とは限らない。また上記のように、ヘリコプター甲板が上甲板（強度甲板）ではなく上部構造物に設定されることもあるが、この場合、ヘリコプター甲板の構造重量軽減のため、エキスパンションジョイントを設けることもある。

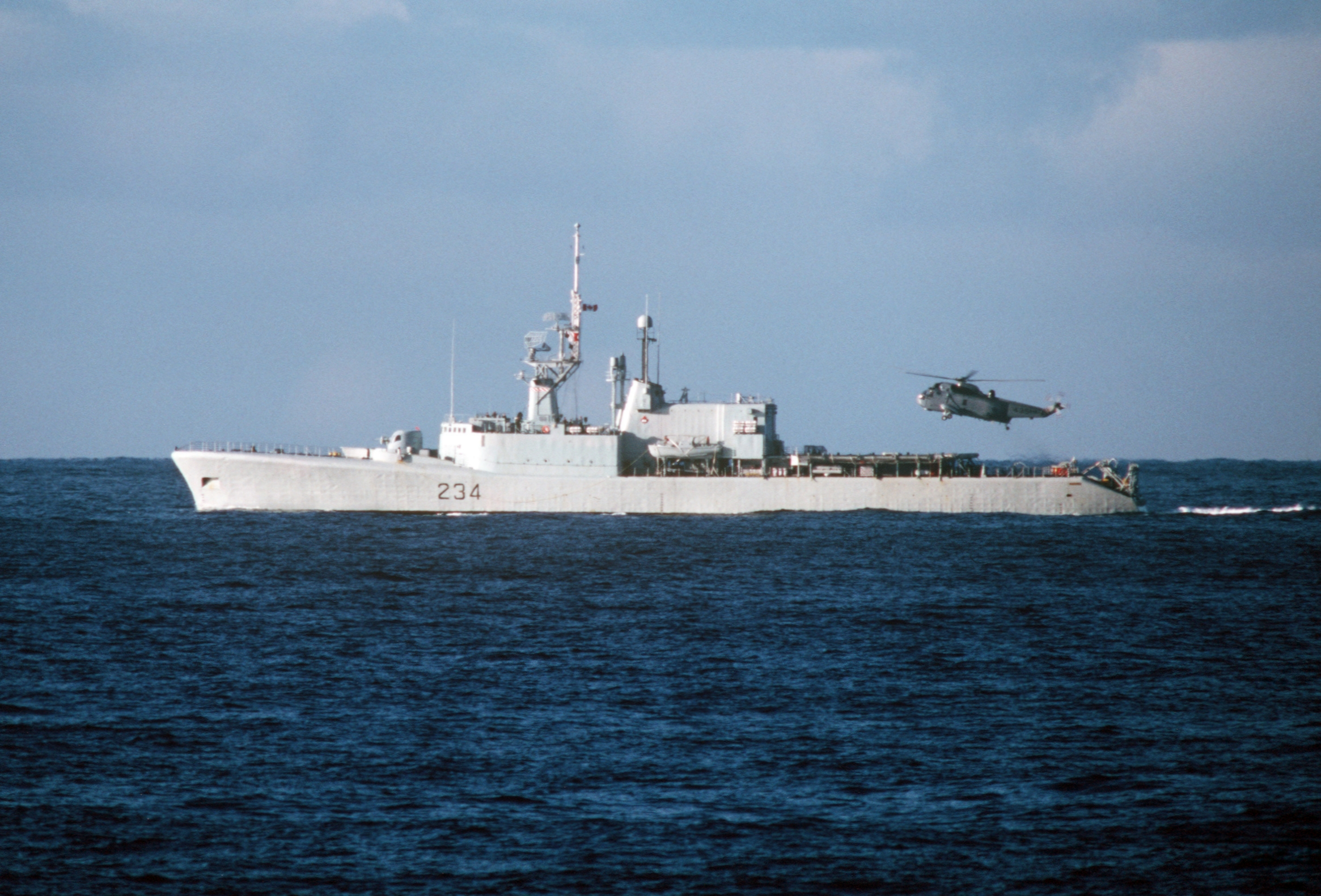
サン・ローラン級駆逐艦の中部01甲板に設けられたヘリコプター甲板
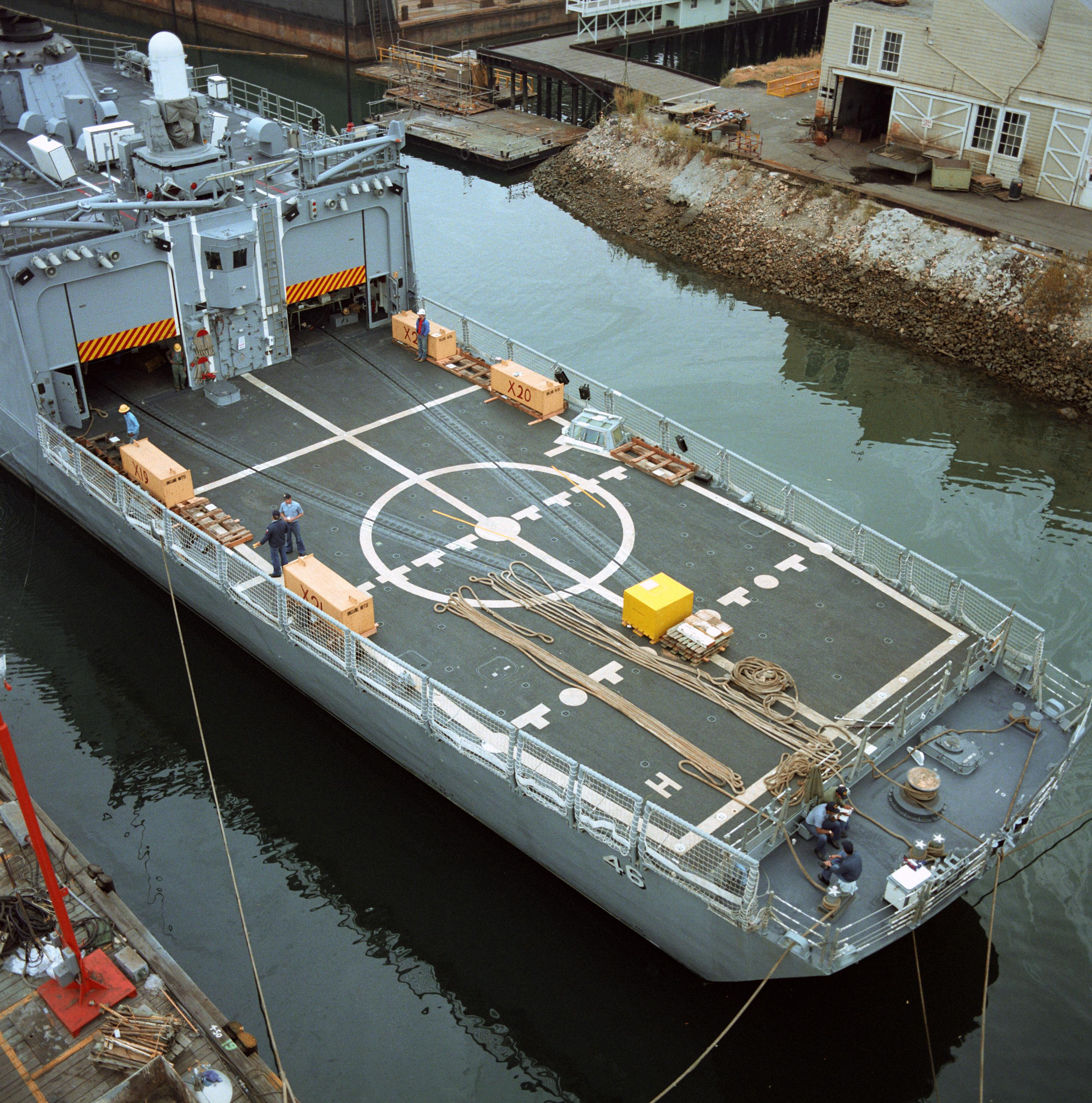
オリバー・ハザード・ペリー級ミサイルフリゲートの艦尾甲板に設けられたヘリコプター甲板
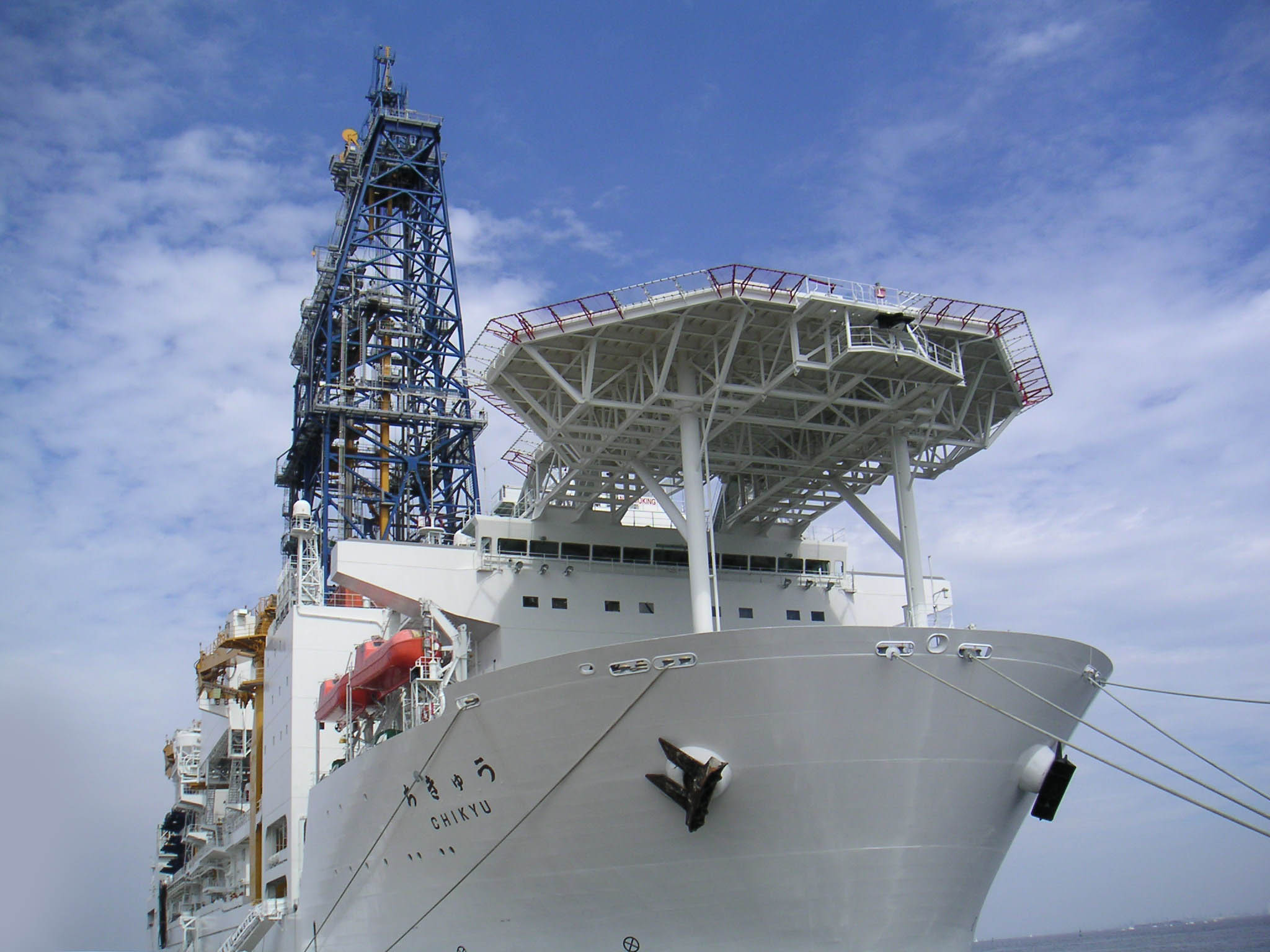
「ちきゅう」の船首上に設けられたヘリコプター甲板
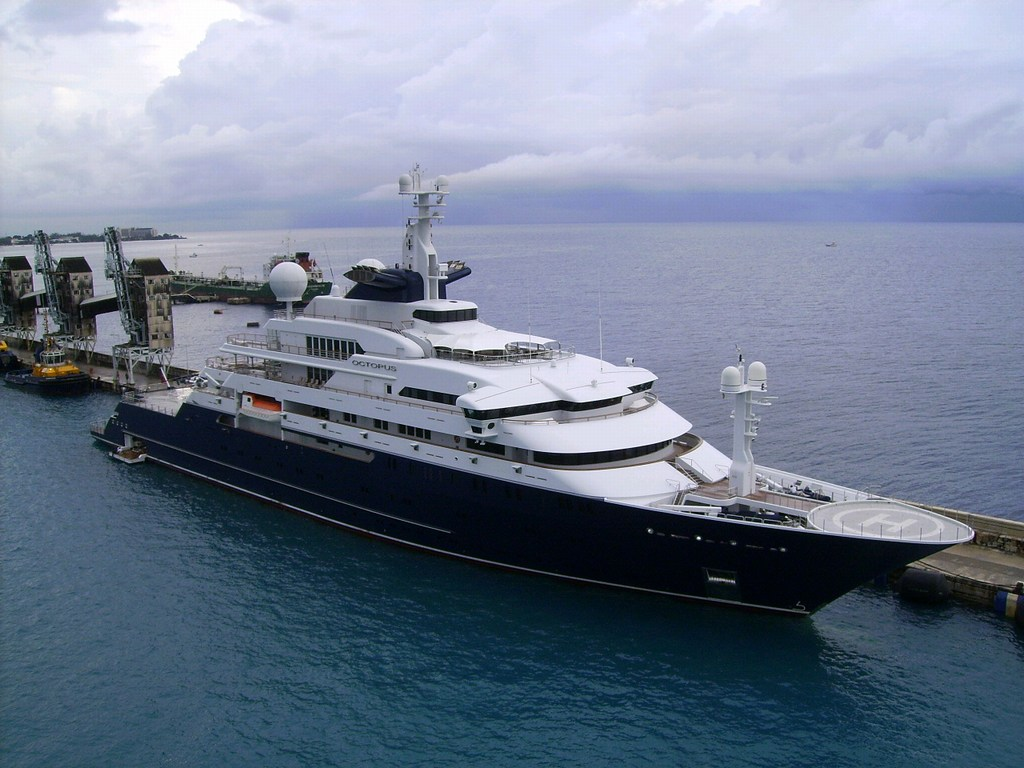
オクトパスの船首に設けられたヘリコプター甲板。

## 特殊艤装

### 機体の固定と移動
陸上のヘリパッドと異なり、特に水上戦闘艦のヘリコプター甲板では、常に動揺が問題になる。このため、甲板には滑り止め塗装が施されるほか、ソ連海軍では、甲板上に網を張って、その目の間に脚を入れることで滑りにくくするという方法も用いられた。またアメリカ海軍でも、機体がヘリコプター甲板上にあるとき、発着時以外は必ず主脚にチョックを噛ませるうえ、駐機の際には固縛（タイダウン）することになっており、そのための係止環が埋め込まれている。ヘリコプターは艦に比べて軽構造であり、機体の固持金物の取り付け位置が決まっており、タイダウン・チェーンの取り付け角度などにも制限があるため、甲板上の金物位置や個数もこれによって決まる。
ただし格納庫を備えている艦船の場合は、甲板上に固縛するだけではなく、甲板上と格納庫内との移動が必要になる。特に哨戒ヘリコプターや救難ヘリコプターの場合、搭載艦船が動揺するなかでも、狭いヘリコプター甲板上を上手く取り回して発着をこなさなければならない状況も想定されることから、専用の移動装置を備える場合も多い。海上保安庁の場合、初のヘリコプター搭載巡視船（PLH）である「そうや」では、格納庫内に引き込み用、船尾甲板に引き出し用のウインチを設置して機体の移動に使用したが、ウインチとヘリコプターの間のロープが長くなり、横流れしやすいために人力で制動する必要があるという問題があった。その後、順次に改良が加えられて、甲板から格納庫内までレールを敷設し、機体の前後に配置した牽引台車によって引き込みおよび引き出しを行う方式に発展した。
また、更に着艦拘束装置を備える場合もある。カナダ海軍が開発したベアトラップは機体移送装置を兼ねたもので、海上自衛隊でも採用されたほか、のちにはアメリカ海軍の要求を加味した上でLAMPS Mk.IIIでRAST (Recovery Assist, Secure and Traverse) システムとして採用された。ただしこれはかなり大がかりなシステムであることもあって、より小規模なハープーン・グリッド・システムも開発されている。これはフランスDCNS（現・ナバル・グループ）社によって開発されたもので、欧州各国のフリゲートやMEKO型フリゲートなどで広く採用されている。ハニカム構造のステンレス板（「グリッド」）を飛行甲板中央に甲板と面一になるように埋め込み、ここにヘリコプター胴体下面に設置された伸縮式のハープーンをさしこんで、機体を拘束するという仕組みである。
なお、ヘリコプター甲板の周囲には起倒式の安全網が設置される。これは、単に甲板上の乗組員の転落防止というだけでなく、ヘリコプター甲板と海面との高さの差による地面効果の変動を緩和する働きも持っている。航空母艦のように大きな飛行甲板を備えた艦であれば、ヘリコプターが甲板上を発進してから海の上に出るまでに、十分にパワーも高度も確保できることから、このような配慮は必要とされない。

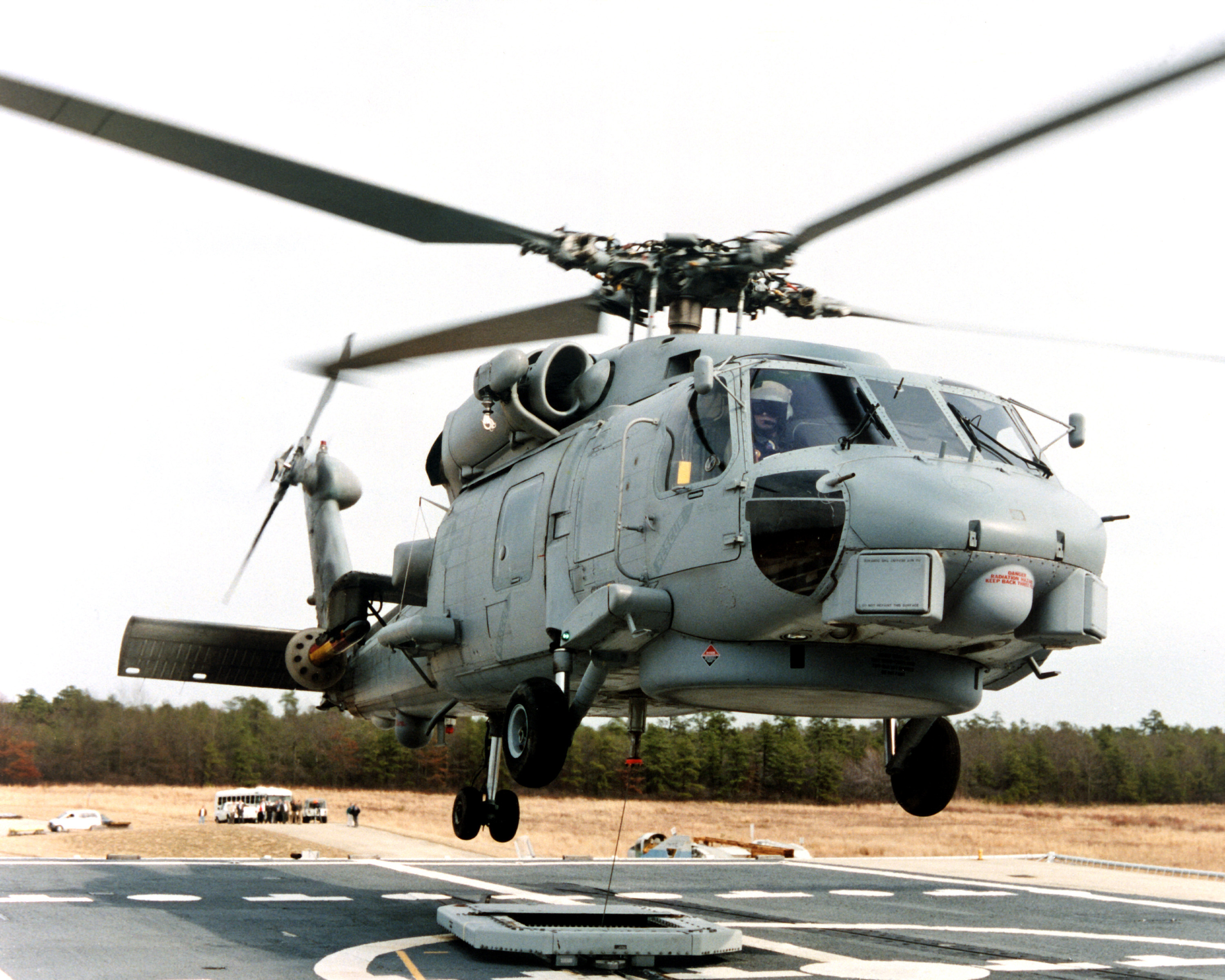
地上施設でRASTを使って着陸するSH-60
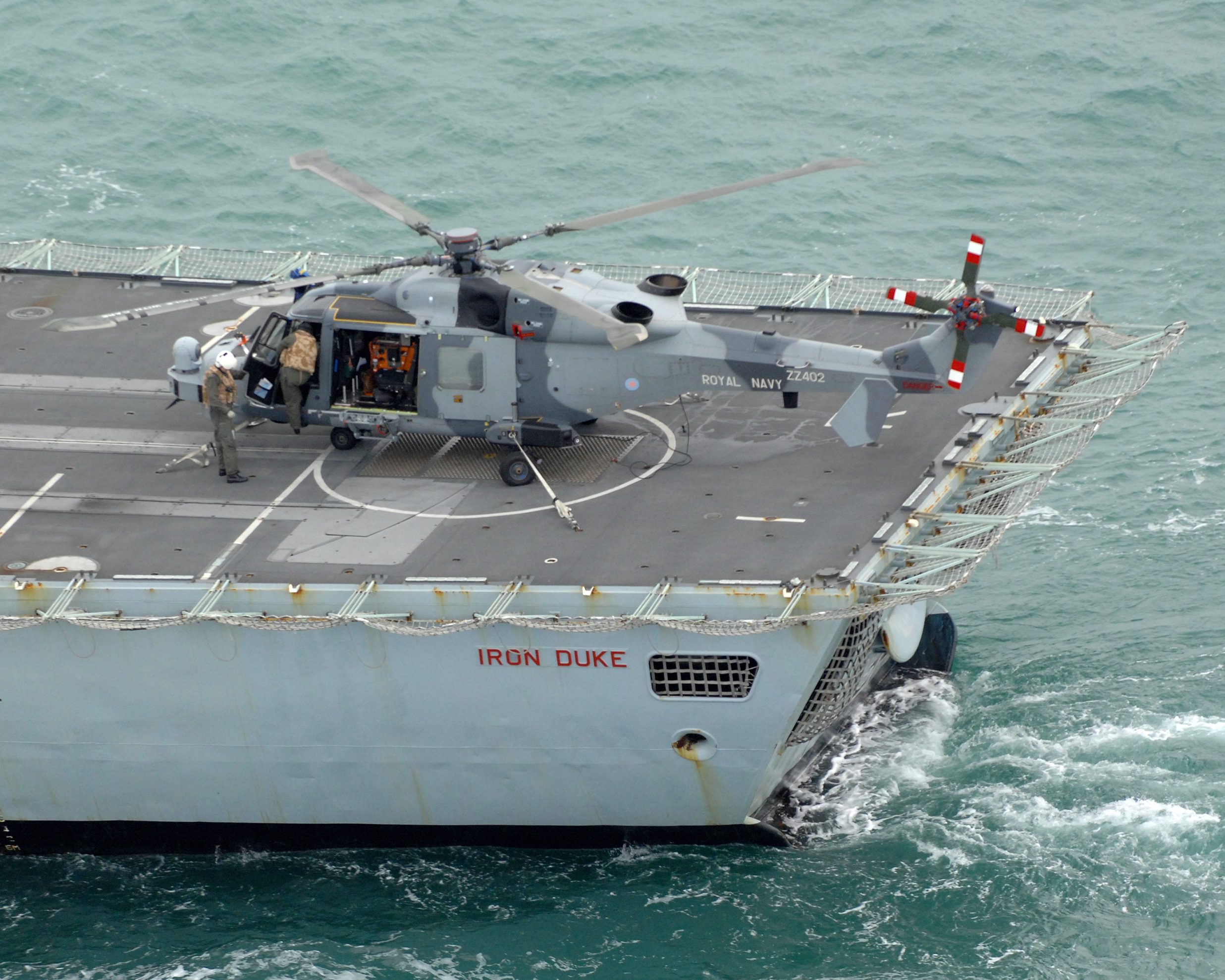
グリッド上に駐機され、固縛されているリンクス・ワイルドキャット

### 航空灯火

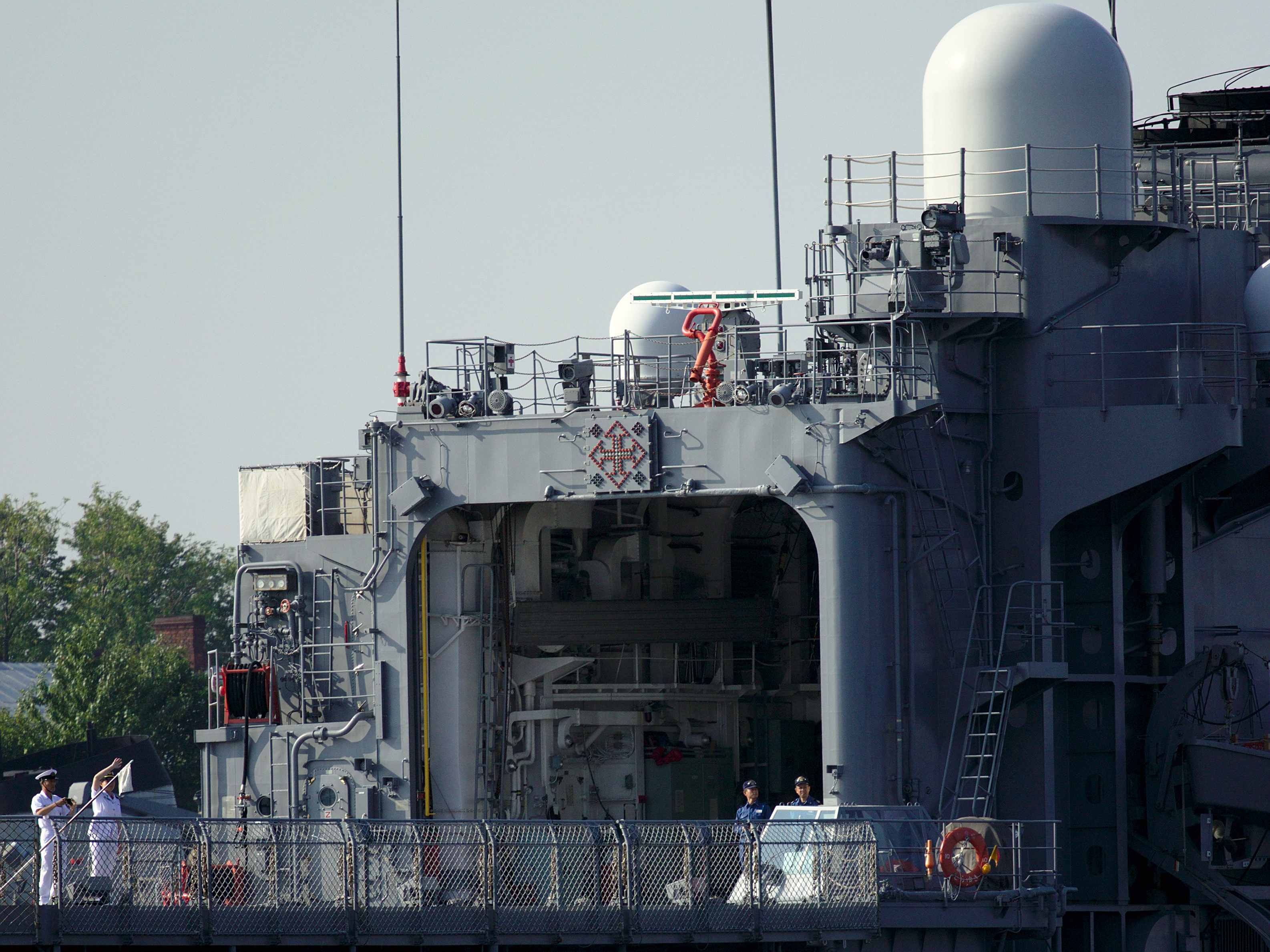
ヘリコプター甲板直前の格納庫上には水平指示灯と進入角指示灯が設置されている。

民間船舶のヘリコプター甲板に設置するべき灯火については、日本では日本産業規格に規定されている。
水平指示灯（horizon indicating lamp）
船体の動揺に関係なく，水平を指示するための緑色光を発する灯具であり、動揺安定機上に取り付けられる。護衛艦の場合、高さの違うものを上下に重ねて2基設置している場合もある。
進入角指示灯（glide slope indicating lamp）
着船誘導をするための三色光を投光する灯具であり、こちらも動揺安定機上に取り付けられる。四角形のパネル上で、上側両舷に赤色灯、下側両舷に緑色灯、そしてその中央に十字形の橙色灯が配置されている。航空母艦の光学着艦装置のヘリコプター版というべきもので、パイロットからみて、緑色なら正しい進入経路に乗っていることを示し、橙色なら高すぎ、赤色なら低すぎることになる。
ヘリコプタ甲板標識灯（helicopter deck indicating light）
ヘリコプターのパイロットに対し、着船するための甲板部位を示す灯具の総称。なお，灯具には正横灯（緑色光），前方限界灯（赤色灯），中心線灯（白色光），着船点表示灯（緑色光），境界灯（黄，青，白，赤色光）などがある。
ヘリコプタ甲板照明灯（helicopter deck surface flood light）
舷側に一定間隔に設置し，甲板面をほぼ水平に照射して、ヘリコプターのパイロットに甲板面の存在を知らせるための白色光を発する灯具。